# ادمیرال، ساسکاچوان
ادمیرال، ساسکاتچوان (به انگلیسی: Admiral, Saskatchewan) یک منطقهٔ مسکونی در کانادا است که در ساسکاچوان واقع شده‌است.

## خصوصیات
ادمیرال ۱٫۹۶ کیلومترمربع مساحت و ۳۰ نفر جمعیت دارد.